# Csipler Sándor

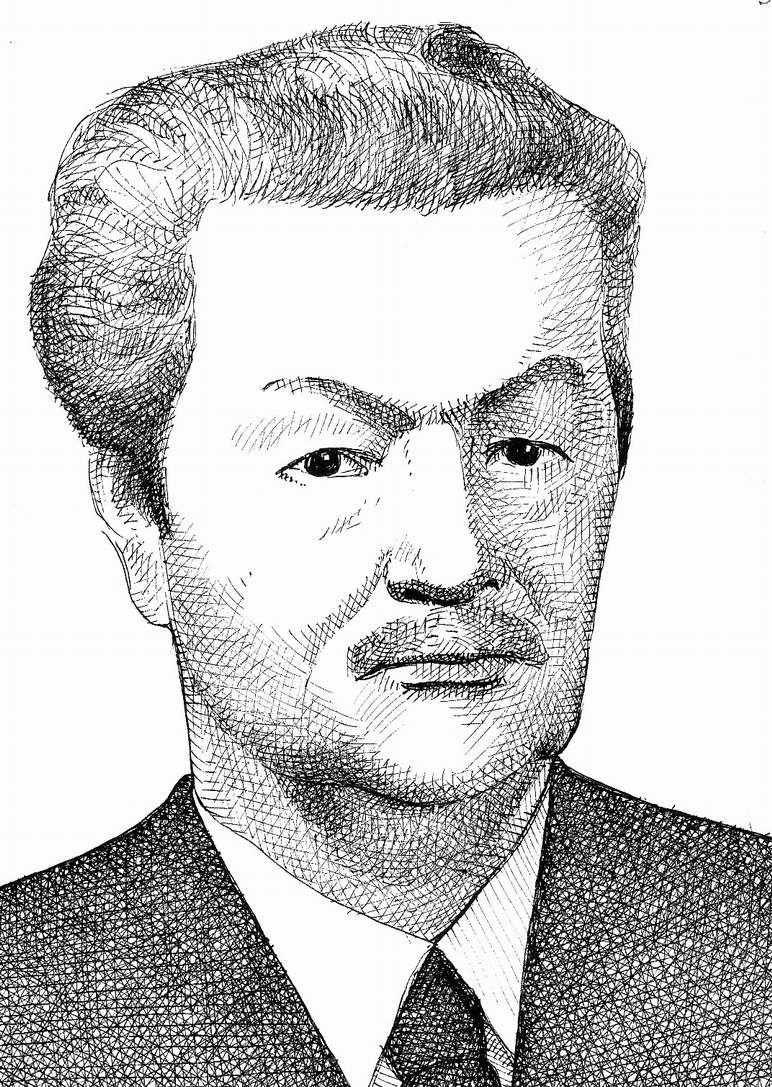
Csipler Sándor arcképe
Muhi Sándor grafikus rajza

Csipler Sándor (1909 – Szatmárnémeti, 1999. december 31.) vívó, vívómester, a szatmári vívóiskola megteremtője.

## Életútja
Már 18 évesen országos bajnokságot nyert, ezt követően többször állt a dobogó legfelső fokára, de nemzetközileg elismert szakemberré az aktív sportolás befejezésével vált, miután elvégezte a párizsi vívóakadémiát és megkezdte a „bajnokgyártást”, előbb egy kis, egészségtelen helyiségben, majd a korszerű új vívóteremben, amelynek felépítésében lényeges és meghatározó szerepet játszott. Neve fémjelezte azokat a sikereket, amelyeket a szatmári vívók az elmúlt évtizedekben országos és nemzetközi téren elértek, növendékei — közöttük világ– és Európa–bajnokok, olimpiai érmesek — vitték el a világ legtávolabbi pontjaira az általa teremtett iskola hírnevét: Stahl Jencsik Katalin, Ardeleanu István és Ardeleanu Zsuzsanna, Jeneiné Gyulai Ilona, Szepessy József, Kuki Péter, Samudeanu–Ferenczi Elena, Haukler István, Marcela Moldovan és a többiek büszkén vallották és vallják magukat ma is Csipler Sándor tanítványainak.
Csipler Sándort 2000 január másodikán helyezték örök nyugalomra Szatmárnémetiben a vasútállomás melletti temetőben.
Korda Zoltán református lelkész búcsúztatta. A lelkész hangsúlyozta, harc és küzdelem jellemezte Csipler Sándor életét,  sok sikert ért el az általa megvívott csatákban, neve szerte a világban elismerést és megbecsülést váltott ki a szakma képviselőiben. De vesztes csatákban is volt része, az egyik legfájóbb esemény az volt életében, amikor egyetlen fiát betegség miatt elvesztette. (Felesége, Csipler Magdolna Terézia, Csipler Duci néni tánctanárnő 2003-ban követte férjét a halálba, 2003. február 11–én, kedden, 16 órakor helyezték el földi maradványait férje mellé a vasútállomás melletti református temetőbe).
A vívómester sírjára a gyászoló család tagjain kívül a volt növendékek, a szatmári sportbarátok, a megyei sportigazgatóság, a Szatmárnémeti Városi Tanács, a Sportklub, a Román Vívó Szövetség, a Szatmárnémetiben edzőtáborozáson lévő Craiovai CSM vívói helyezték el a kegyelet virágait.

## Emlékezete
A vívótermet, ahol az edzéseket tartotta, s amelyben ma is edzések és versenyek folynak Csipler Sándorról nevezték el, ma Csipler Sándor vívóterem néven szerepel a vívó sport világában.
A külföldre telepedett sportolók és edzők kezdeményezésére állították fel a szatmári vívóterem előterében Csiplár Sándor mellszobrát, a szobornál gyakran megjelennek a kegyelet virágai.

## Díjak, elismerések
- 1997–ben Szatmárnémeti Városi Tanácsa a vívómestert rendkívüli sporttevékenységének az elismeréseként a város díszpolgárává avatta.